# キガシラセキレイ
キガシラセキレイ（黄頭鶺鴒、Motacilla citreola）は、スズメ目セキレイ科セキレイ属に分類される鳥類。

## 分布
ロシア中西部（ウラル山脈北部から西シベリア平原）、モンゴル、ヒマラヤ山脈などで繁殖し、冬季になるとインド、中華人民共和国南部、インドシナ半島などへ南下し越冬する。日本ではまれに越冬のために飛来（冬鳥）するか、渡りの途中に飛来（旅鳥）する。

## 形態
全長16.5-18センチメートル。尾羽の色彩は黒いが、外側尾羽の色彩は白い。翼の色彩は黒く、大雨覆、中雨覆、三列風切の外縁（羽縁）は白い。
嘴や後肢の色彩は黒い。
オスの夏羽は頭部から頸部、体下面の羽衣が黄色で、後頸に黒い帯模様が入る。メスの夏羽は頭頂から後頸にかけての羽衣が灰色、額から胸部にかけての羽衣は黄色く眼上部に黄色い眉状の筋模様（眉斑）が入る。また翼の白色部が小型。

## 生態
草原、河原、海岸、農耕地などに生息する。

## 画像

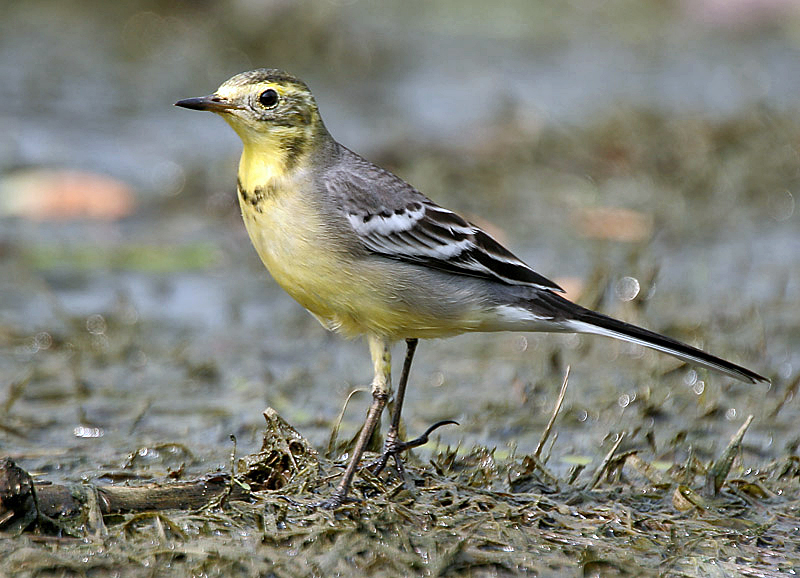
メス夏羽
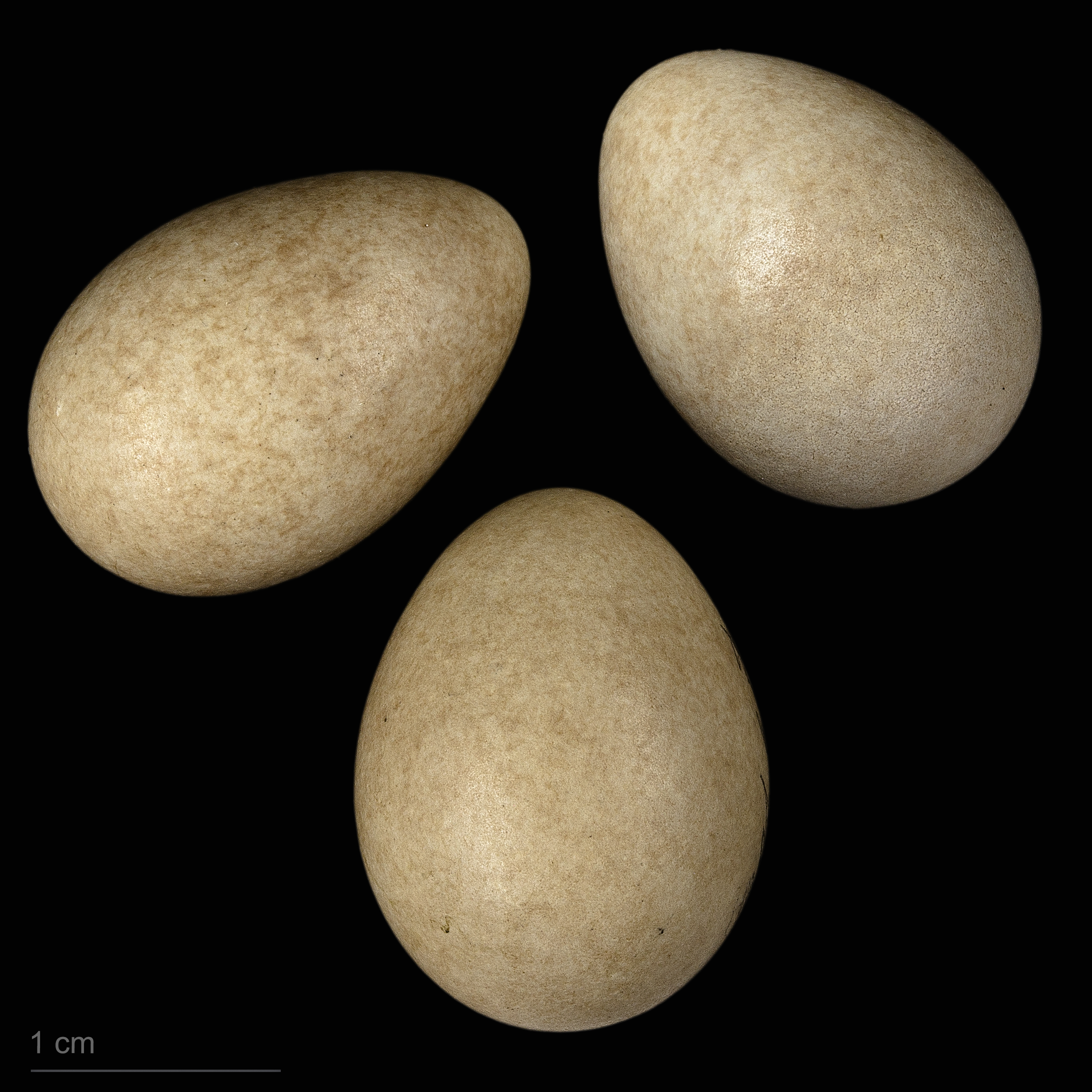
Motacilla citreola citreola